# Anna Louisa Geertruida Bosboom-Toussaint

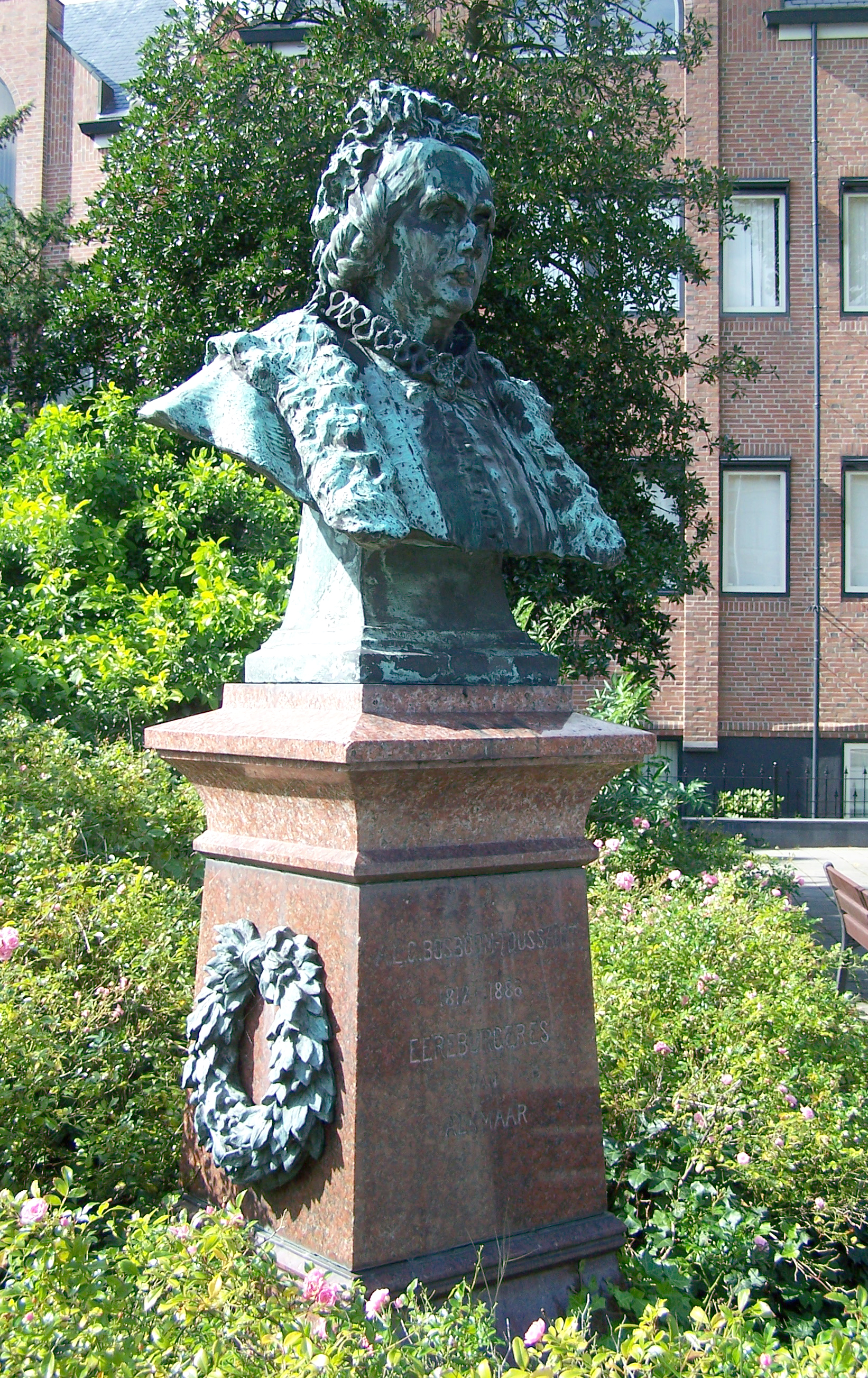
Una estatua a la memoria de Bosboom-Toussaint realizada por August Falise

Anna-Louisa-Geertruida Toussaint, de casada Bosboom-Toussaint (Alkmaar, 16 de septiembre de 1812 - La Haya, 13 de abril de 1886), fue una escritora neerlandesa.

## Biografía
Hija de un farmacéutico de Alkmaar de origen hugonote, pasó su infancia en esta localidad pero realizó estudios en Harlingen (Frisia) durante su adolescencia. A causa de su delicada salud se fue aficionando a los estudios históricos y, a los veinticinco años, escribió su primera novela, Almagro (1837), sobre el conquistador español Diego de Almagro. La revolución de 1830 impulsó una renovación de las letras holandesas que se percibe en sus escritos, influidos desde entonces por el Romanticismo inglés: sus narraciones de esta época describen escenas dramáticas de dicho periodo histórico; El conde de Devonshire (1838), Los ingleses en Roma (1840), La casa Lauernesse (1840), El conde de Leicester en Holanda (1846). Anna-Louisa-Geertruida se llamaba a sí misma "la poetisa del protestantismo" porque sus novelas explicaban momentos de gran trascendencia al comienzo de la Reforma protestante en Holanda como en su La casa Lauernesse (Het Huis Lauernesse) ambientada en el año 1520, periodo que los neerlandeses denominaban Le Réveil, donde existe un diálogo teológico entre la protagonista católica Otteline y el viajero que predica la nueva fe Paul Van Mansfield, que tendrá por resultado la conversión de la joven. El prometido de Otteline, el capitán del ejército imperial Arnaud Reiner, luchará y defenderá a la Iglesia Católica hasta abandonar el compromiso con su amada.
Se casó con el pintor Jan o Johannes Bosboom en 1851 y se trasladó a La Haya, pero eso no interrumpió su carrera de escritora asidua al género de la novela histórica y publicó novelas como El mago de Delft y Gideon Florenz (1870). Posteriormente se dedicó a un tipo de novela más actual, pero también de gran éxito, con El major Franz (1874).
Las novelas de Toussaint están ampliamente documentadas y son la mayor parte de las veces de lenguaje correcto y abundante, de forma que ha resultado ser una de las más importantes novelistas holandesas del siglo XIX.

## Obras
- Almagro (1837)
- De Graaf van Devonshire: romantische épisode uit de jeugd van Elisabeth Tudor ("El conde de Devonshire, episodio romántico tomado de la historia de Elisabeth Tudor", 1838)
- Engelschen te Rome: romantische épisode uit de regering van paus Sixtus V ("Los ingleses en Roma, un episodio romántico sobresaliente en los tiempos del pontificado del papa Sixto V", 1839)
- Het huis Lauernesse ("La casa de Lauernesse", 1840)
- Lord Edward Glenhouse (1840)
- De prinses Orsini ("La princesa Orsini", 1843)
- Eene kroon voor Karel den Stouten ("La guerra de Carlos", 1842)
- De graaf van Leycester in Nederland ("Leicester en Holanda", 1846)
- Mejonkvrouwe De Mauléon ("La señora de Mauléon", 1848)
- Don Abbondio II (1849)
- Het huis Honselaarsdijk in 1638 ("La casa de Honselaarsdijk en 1638", 1849)
- De vrouwen van het Leycestersche tijdvak ("Las mujeres en época leicesteriana", 1850)
- Gideon Florensz:un episodio della storia romantica tratto dall'ultima amministrazione di Leycester in Olanda", 1854)
- Graaf Pepoli: de roman van een rijke edelman ("El Conde Pepoli, la narración de un caballero", 1860)
- De triomf van Pisani ("El triunfo de los pisanos", 1861)
- De verrassing van Hoey in 1595 ("La sorpresa de Hoey en 1595", 1866)
- De Delftsche wonderdokter ("El mago de Delft", 1871)
- Majoor Frans ("El mayor Frans", 1875)
- Raymond de schrijnwerker ("Raymond, maestro carpintero", 1880)
- Volledige romantische werken ("Colección de obras románticas", 1885-1888)